# Ana Botín
Ana Patricia Botín-Sanz de Sautuola O'Shea, née le 4 octobre 1960 à Santander, est une femme d'affaires espagnole.

## Biographie
Elle est l'âinée des 6 enfants d'Emilio Botín et de Paloma O'Shea, 1re marquise de O'Shea. Elle fait des études d'économie aux Etats-Unis, puis intègre JPMorgan Chase.
En 1988, elle commence à travailler dans le groupe Santander. En 1999, elle quitte le groupe pour travailler aux Etats-Unis. En 2002, elle prend la présidence de Banesto dont le groupe Santander vient de prendre le contrôle. En 2010, elle est nommée à la tête de la filiale britannique de Santander, dont elle rétablit l'image de marque très dégradée.
Après la mort de son père en 2014, elle dirige le groupe bancaire Santander.
En 2016, elle figure à la dixième place du classement des femmes les plus puissantes du monde selon Forbes, l'année suivante à la neuvième, en 2018 à la huitième, comme les deux années suivantes, et en 2021 à la septième.
Elle participe à la réunion du groupe Bilderberg de 2009, 2010, 2015, 2016 et 2017,,,,.

## Vie privée
Elle est mariée avec le financier Guillermo Morenés, dont la société d'investissement avait fermé après avoir commercialisé des fonds Madoff. Ils ont 3 fils actifs dans la finance internationale.
Elle pratique le ski à Gstaad, ainsi que le tennis et le golf.